# Vlăduța
Vlăduța – wieś w Rumunii, w okręgu Ardżesz, w gminie Buzoești. W 2011 roku liczyła 92 mieszkańców.